# The Stump
The Stump är ett berg i Antarktis. Det ligger i Östantarktis. Australien gör anspråk på området. Toppen på The Stump är 1 164 meter över havet.
Terrängen runt The Stump är kuperad åt nordost, men åt sydväst är den bergig. Trakten är obefolkad. Det finns inga samhällen i närheten. 